# Elephenor
Elephenor (altgriechisch Ἐλεφήνωρ Elephḗnōr) war im griechischen Mythos ein Anführer des Stammes der Abanten auf Euböa. Sein Vater war der König Chalkodon. Als seine Mutter wird bei Hyginus Imarete, bei Johannes Tzetzes Melanippe genannt.
In der griechischen Literatur taucht Elephenor erstmals im Schiffskatalog der Ilias auf, wo er 40 Schiffe von Euböa gegen Troja führt. In Vers 540 wird Elephenor als „Spross des Ares“ (ὄζος Ἄρηος ózos Árēos) bezeichnet. Nach Joachim Latacz gehört er mit diesem Beinamen zu den weniger bedeutenden Kriegern. Im weiteren Verlauf des Trojanischen Krieges wird Elephenor von Agenor getötet, als er ungeschützt versucht, die Waffen des zuvor gefallenen Echepolos an sich zu nehmen.
In späteren Überlieferungen kommen weitere Einzelheiten hinzu. Nach Plutarch entsühnte Elephenor den Poimandros von Tanagra vom Mord. In der Bibliotheke des Apollodor findet sich die Sage, dass Elephenor seinen Großvater Abas unabsichtlich erschlagen habe und darauf Euböa verlassen musste. Spätere Erzähler des Trojanischen Krieges vermischen diese Geschichte mit der Erwähnung Elephenors im homerischen Schiffskatalog. Nach Tzetzes versammelte er die Abanten auf einem Felsen vor der Küste Euböas, da er die Insel selbst nicht betreten durfte. Nach Plutarch und Pausanias nahm er die Söhne des Theseus auf seinem Zug mit. Nach Tzetzes überlebte Elephenor den Trojanischen Krieg und ließ sich nach dem Sieg der Griechen auf der Insel Othronos bei Sizilien nieder. Als er hier durch einen Drachen vertrieben wurde, wanderte er nach Amantia in Illyrien.